# Château de Beaumarchais
Le château de Beaumarchais est un château situé à Brétignolles-sur-Mer dans le département français de la Vendée.

## Histoire
Le château de Beaumarchais a été construit au XVIe siècle par Vincent Bouhier de L'Ecluse sur les bases d'un ancien château édifié au début du siècle. Il a été remanié au début du XIXe siècle.
Les façades et toitures du château ainsi que la cheminée du rez-de-chaussée font l’objet d’une inscription au titre des monuments historiques depuis le 27 juin 1962.

## Galerie

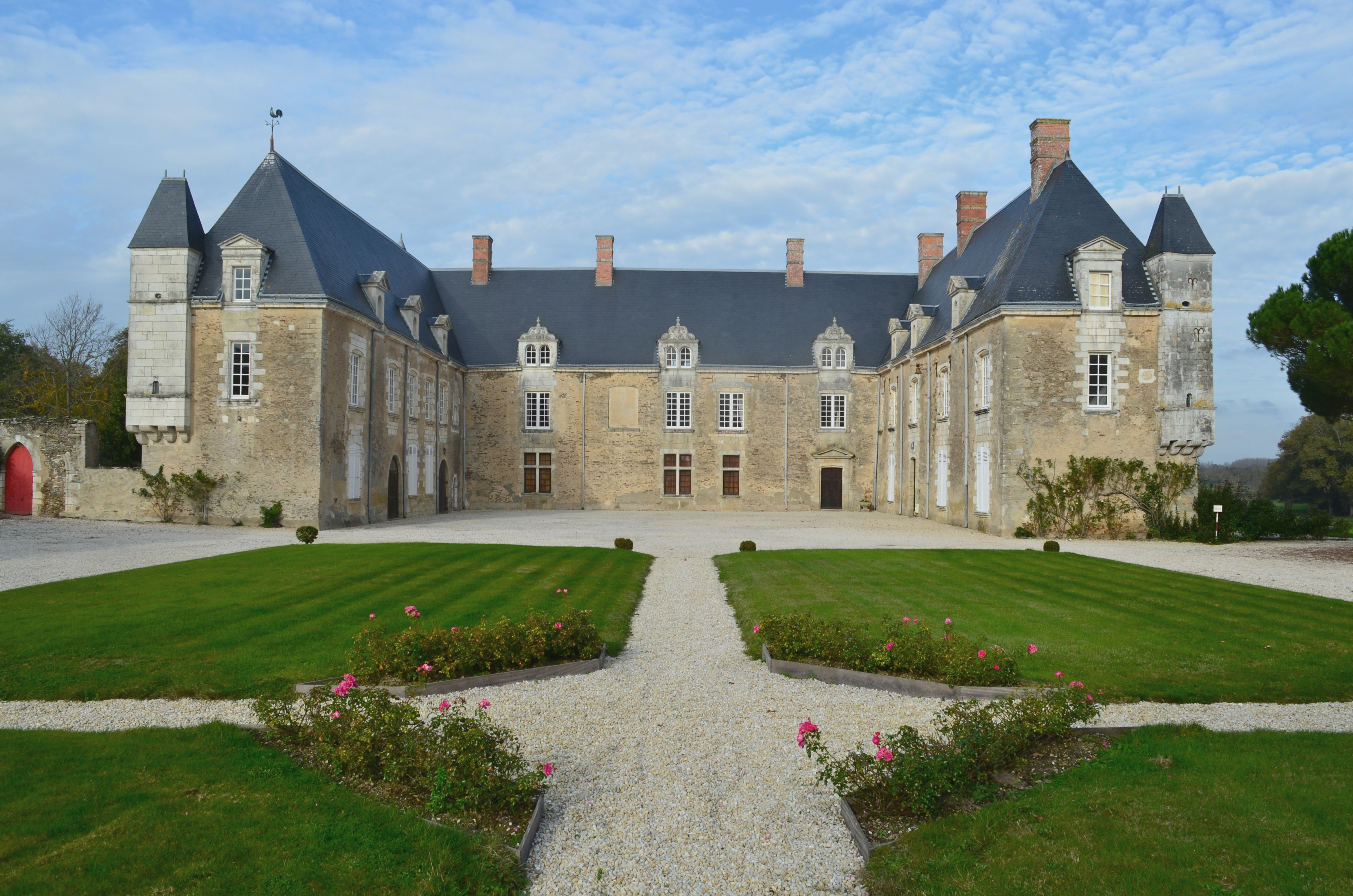
Logis principal
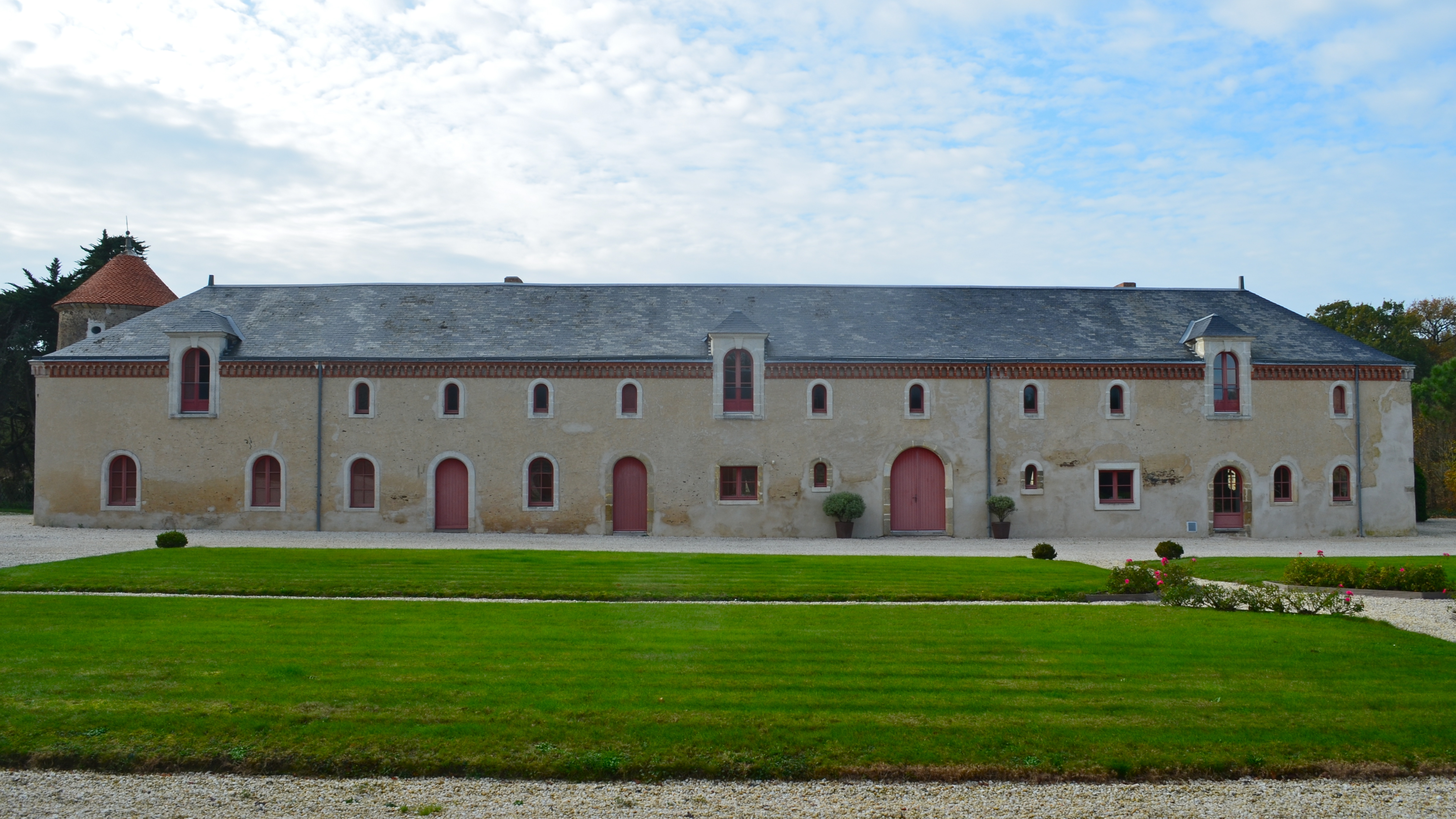
Dépendance
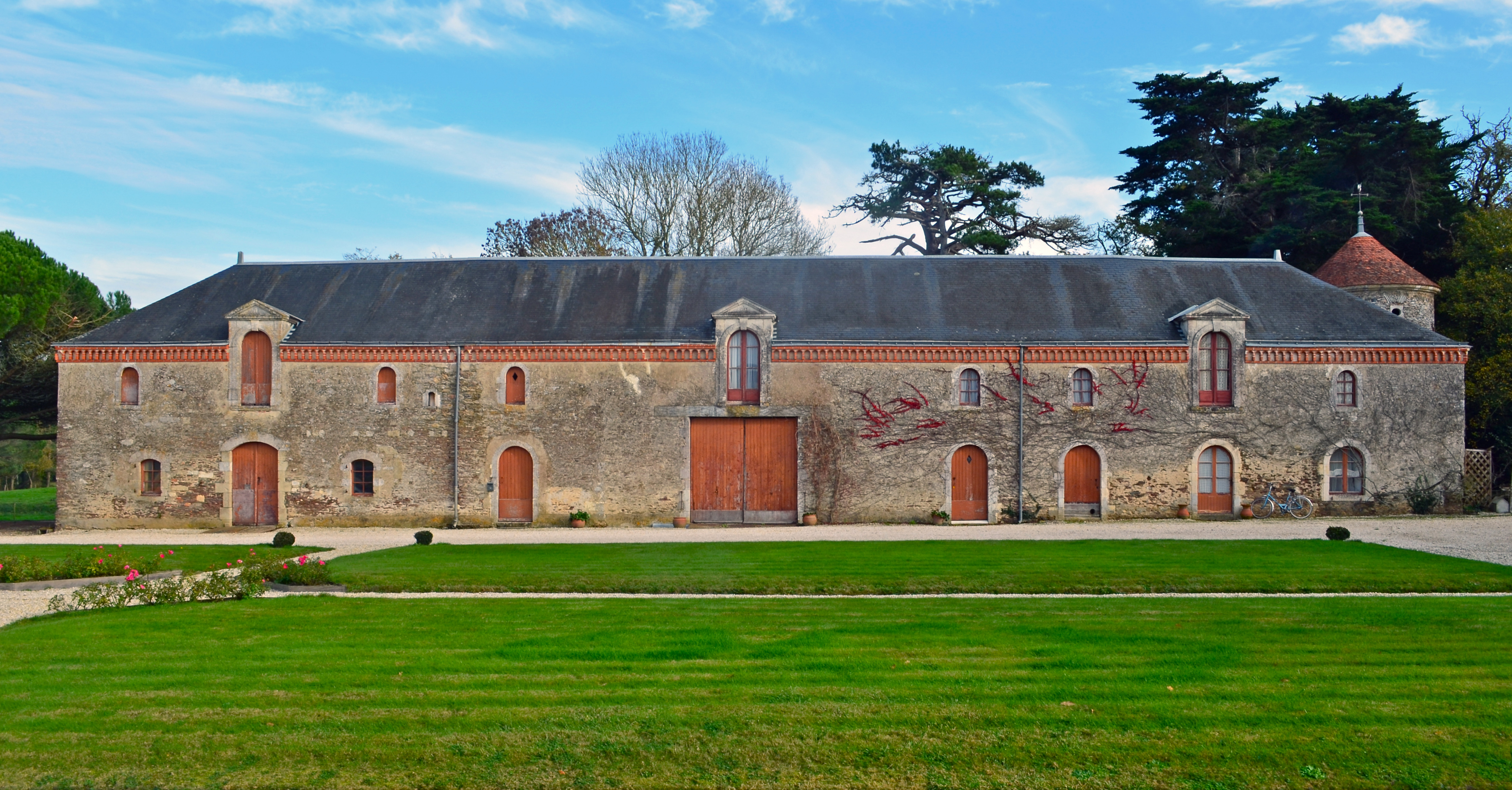
Dépendance